# (1963) Bezovec
(1963) Bezovec (aussi nommé 1975 CB) est un astéroïde de la ceinture principale, découvert le 9 février 1975 par Luboš Kohoutek à Bergedorf, en Allemagne.
Il a été nommé d'après la montagne de Slovaquie Bezovec.